# Erebia tyndarellus
Erebia tyndarellus är en fjärilsart som beskrevs av Herbst 1796. Erebia tyndarellus ingår i släktet Erebia och familjen praktfjärilar. Inga underarter finns listade i Catalogue of Life.